# In Dominico agro
In Dominico agro es una encíclica del papa Clemente XIII del 14 de junio de 1761, en la que el pontífice, tras haber subrayado el valor del concilio de Trento, recomienda la difusión del catecismo romano traducido en lengua vulgar; eso constituye una ayuda válida para fortalecer la fe católica entre los fieles.